# Henry Russell
Henry Argue "Hank" Russell (Buffalo, 15 de dezembro de 1904 – West Chester, 9 de novembro de 1986)  foi um velocista e campeão olímpico norte-americano.
Atleta e estudante da Universidade de Cornell, conquistou a medalha de ouro em Amsterdã 1928 integrando o revezamento 4x100 m junto com Frank Wykoff, Charles Borah e James Quinn, que igualou o recorde mundial vigente, 41s0.